# Flugplatz Cottbus-Nord

i7
i11
i13
Der Flugplatz Cottbus-Nord ist ein ehemaliger Militärflugplatz im Nordwesten der Stadt Cottbus. In den 1920er Jahren zur zivilen Nutzung errichtet, wurde er ab den 1930er Jahren nachfolgend von der Wehrmacht, der Roten Armee bzw. Sowjetarmee, der NVA, und der Bundeswehr genutzt.
Die Bauten aus der nationalsozialistischen Zeit auf dem Flugplatz Cottbus wurden nach dem Zweiten Weltkrieg weiterverwendet, Neubauten in der DDR-Zeit errichtet und nach der Wiedervereinigung ebenfalls genutzt.

## Geschichte

### Erster Weltkrieg und 1920er Jahre

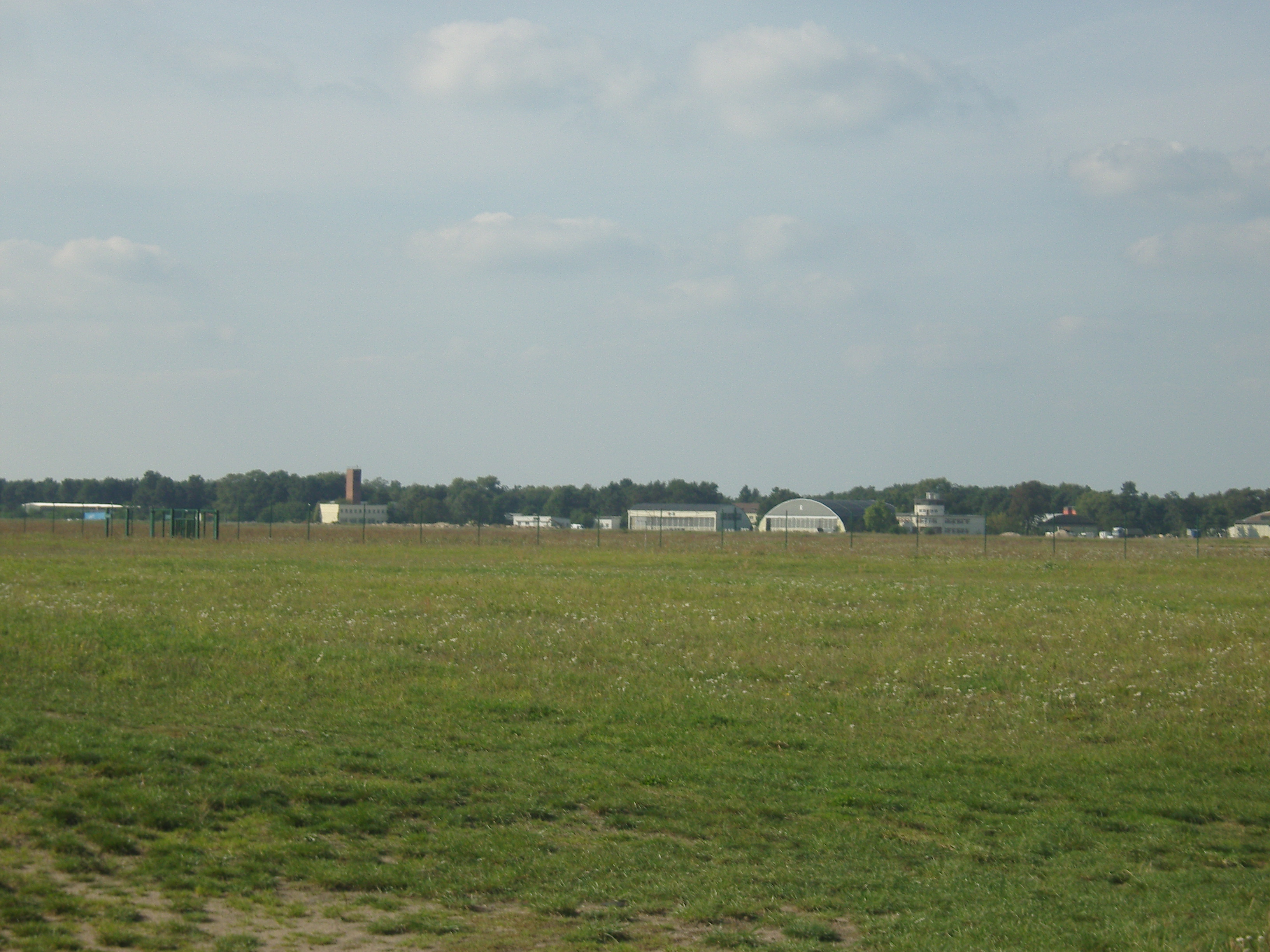
Blick über den Flugplatz auf die Gebäude für den Flugbetrieb (2011)

Bereits im Ersten Weltkrieg war ein östlich der Burger Chaussee befindliches Gelände von Februar 1917 bis Juli 1919 von der FEA 12 (Fliegerersatzabteilung) zur Schulung von Flugzeugführern verwendet worden. Unter anderem durchlief dort Cornelius Edzard von Mai bis Oktober 1917 seine fliegerische Grundausbildung. Auf Betreiben der Interalliierten Luftfahrt-Überwachungs-Kommission (ILÜK) musste der Flugbetrieb nach Kriegsende jedoch eingestellt und die Flugplatzgebäude abgerissen werden. Am 22. Juli 1919 erfolgte der vorerst letzte Start eines Flugzeugs.
Im Dezember 1925 wurde die Errichtung eines Verkehrsflugplatzes im Norden von Cottbus beschlossen, nachdem der Magistrat der Stadt im April Untersuchungen für einen geeigneten Standort hatte durchführen lassen. Gleichzeitig wurde der Verein zur Förderung des Flugwesens (D.L.V.) gegründet. Eine erste fliegerische Nutzung des Areals erfolgte ab dem 23. Mai 1927 als Verkehrslandeplatz der „Riesengebirgslinie“ der Luft Hansa mit der Landung eines F-13-Verkehrsflugzeuges. Anschließend wurde der Flugplatz am 26. Mai gleichen Jahres offiziell eröffnet. In den folgenden Jahren vergrößerte sich die Zahl der Flugbewegungen stetig. So fanden im Jahre 1931 7604 Starts und Landungen von Luftfahrzeugen statt. Im Oktober gleichen Jahres erhielt Cottbus die Einstufung als Flughafen I. Ordnung. Bereits zu dieser Zeit war der Flugplatz über einen 4,5 km langen Gleisanschluss der Spreewaldbahn mit dem Bahnhof Cottbus verbunden. Deren Schmalspurgeleise wurde als Teilabschnitt noch bis 1983 betrieben, nachdem der Betrieb der Bahn bereits 1970 eingestellt worden war, und zeitgleich auf Normalspur umgestellt. Die Strecke wurde 1998 stillgelegt und abgebaut.
Anfang Juni 1927 wurde auf dem Cottbuser Flugplatz das beschädigte Flugzeug des Ozeanfliegers Clarence Chamberlin, der bei Klinge notgelandet war, repariert, so dass Chamberlin seinen Flug von Eisleben nach Berlin am 8. Juni fortsetzen konnte. Chamberlin war nur wenige Tage nach Charles Lindbergh als Erstem mit einem Passagier an Bord, Charles Levine, die Atlantiküberquerung gelungen. Ein Jahr später landete als weiterer Höhepunkt in der Geschichte des Platzes die W 33 „Europa“ am 26. Juni 1928 mit den Piloten Hermann Köhl, Ehrenfried Günther Freiherr von Hünefeld und James Fitzmaurice, denen zwei Monate zuvor mit einem Flugzeug gleichen Typs die erste Atlantiküberquerung in Ost-West-Richtung gelungen war, in Cottbus. Anlass war die Grundsteinlegung für ein Denkmal zu Ehren Chamberlins. Dieser besuchte am 18. Oktober in Begleitung von Thea Rasche ein weiteres Mal Flugplatz und Stadt.

### 1930er Jahre und Zweiter Weltkrieg
Ab Mai 1933 entstanden erste Pläne zur militärischen Nutzung des Flugplatzes und ab dem Herbst wurden im nördlichen Teil die ersten Unterkünfte und Wartungshallen durch den Deutschen Luftsportverband errichtet, nachdem der zivile Luftverkehr am 30. September offiziell eingestellt worden war. Aus Verschleierungsgründen, Deutschland war zu dieser Zeit der Besitz einer Luftwaffe verboten, agierte die am 1. Februar 1934 aufgestellte Flugzeugführerschule vorerst als „Deutsche Verkehrsfliegerschule Cottbus“ oder „Fliegerübungsstelle Cottbus des Deutschen Luftsportverbandes“. Einer der Flugschüler war der spätere General der Jagdflieger Werner Mölders. Am 15. Mai 1934 war der Ausbau abgeschlossen und es erfolgte die Aufstellung einiger Aufklärungseinheiten. 1938 entstanden weitere Gebäude auf dem ehemaligen FEA-12-Areal. Im Oktober 1938 wurde in Cottbus aus Teilen der Schlachtgruppe 40 die I. Gruppe des KG 252 aufgestellt und mit Do-17M-Bombern ausgerüstet. Auch erfolgte die Verlegung der mit Ju 87 ausgerüsteten I. Gruppe des Sturzkampfgeschwaders Immelmann. Beide Einheiten verlegten im Mai bzw. August 1939 auf andere Plätze. Stattdessen wurde in Vorbereitung des Überfalls auf Polen die I. Gruppe des Sturzkampfgeschwader 76 stationiert, die wenige Tage später am 15. August 1939 beim Stuka-Unglück von Neuhammer 13 ihrer Sturzkampfflugzeuge samt Besatzungen verlor. Im Jahre 1939 wurden die drei sternförmig angelegten Start- und Landebahnen befestigt.
Vom 1. November 1939 bis zum 1. Oktober 1941 lag das Fluganwärterregiment 82 am Platz und bildete Piloten aus. Im Rahmen der Vorbereitungen zum Überfall auf die Sowjetunion diente Cottbus zur Zwischenstationierung und Auffüllung wiederum von Stuka-Einheiten. Ab Anfang Juni 1941 waren das die III./StG 1 sowie Stab und I./StG 2.
1941 siedelte sich die Focke-Wulf GmbH am Platz an und betrieb bis Kriegsende mit etwa 4000 Beschäftigten die Montage des Fernaufklärers Fw 200C und des Jagdflugzeuges Fw 190 sowie dessen Nachfolgemodells Ta 152. Zahlreiche Cottbuser Betriebe wurden dafür als Zulieferer von Bauteilen in die Produktion mit einbezogen. Für den Einflugbetrieb wurde auch der Flugplatz Neuhausen genutzt. Der Transport der Flugzeuge dorthin erfolgte über den hauseigenen Gleisanschluss. 1944 wurde der Platz am 11. April und am 25. Mai zweimal durch US-amerikanische Flugzeuge angriffen, jedoch nur gering beschädigt. Allerdings wurden beim zweiten Angriff die Produktionsanlagen zu 50 % zerstört. Der Ausstoß konnte jedoch nach kurzer Zeit auf 60 % seines Anfangsstandes hochgefahren werden. Anfang Februar 1945 wurde die Fertigung aufgrund des nahen Frontverlaufs eingestellt und das Werk, das zu der Zeit 4656 Angehörige beschäftigte, nach Bremen evakuiert.
Mit dem Näherrücken der sowjetischen Truppen wurde Cottbus-Nord ab Januar 1945 Frontflugplatz und von verschiedenen Einheiten genutzt, hauptsächlich durch Teile des Schlachtgeschwaders 77, die mit Schlachtflugzeugen Ju 87G Einsätze gegen die Rote Armee flogen.
Die folgende Tabelle zeigt eine Auflistung ausgesuchter fliegender aktiver Einheiten (ohne Schul- und Ergänzungsverbände) der Luftwaffe, die hier zwischen 1934 und 1945 stationiert waren.
| Von           | Bis            | Einheit                                                          | Ausrüstung                   |
| ------------- | -------------- | ---------------------------------------------------------------- | ---------------------------- |
| April 1934    | Dezember 1935  | 1.(H)/Aufkl.Gr. 114 (1. Staffel der Nahaufklärungsgruppe 114)    | Heinkel He 45, Heinkel He 46 |
| April 1936    | September 1937 | Aufkl.Gr. 212 (Aufklärungsgruppe 212)                            | Heinkel He 45, Heinkel He 46 |
| Oktober 1937  | Oktober 1938   | Aufkl.Gr. 52                                                     | Heinkel He 45, Heinkel He 46 |
| November 1938 | April 1939     | Stab, I./KG 252 (Stab und I. Gruppe des Kampfgeschwaders 252)    |                              |
| März 1939     | März 1939      | II./LG 1 (II. Gruppe des Lehrgeschwaders 1)                      | Heinkel He 111               |
| Oktober 1939  | Oktober 1939   | I./KG 2                                                          | Dornier Do 17                |
| Juni 1941     | Juni 1941      | Stab, I./StG. 2 (Stab und I. Gruppe des Sturzkampfgeschwaders 2) | Junkers Ju 87                |
| Juni 1941     | Juni 1941      | 9./StG. 1 (9. Staffel des Sturzkampfgeschwaders 1)               | Junkers Ju 87                |
| Juli 1944     | Juli 1944      | III./TG 4 (III. Gruppe des Transportgeschwaders 4)               | Junkers Ju 52                |
| Januar 1945   | Februar 1945   | I./SG 1 (I. Gruppe des Schlachtgeschwaders 1)                    |                              |
| Januar 1945   | Februar 1945   | I./TG 3                                                          | Junkers Ju 52                |
| Februar 1945  | März 1945      | Stab, II., III./SG 77                                            | Focke-Wulf Fw 190            |
| Februar 1945  | Februar 1945   | I./JG 6                                                          | Focke-Wulf Fw 190            |

Am 23. April 1945 besetzten Einheiten der Roten Armee das Gelände. Zuvor waren die unterirdischen Tankanlagen noch am 21. April durch Wehrmachtseinheiten gesprengt worden.

### Nutzung durch die Rote Armee / Sowjetarmee

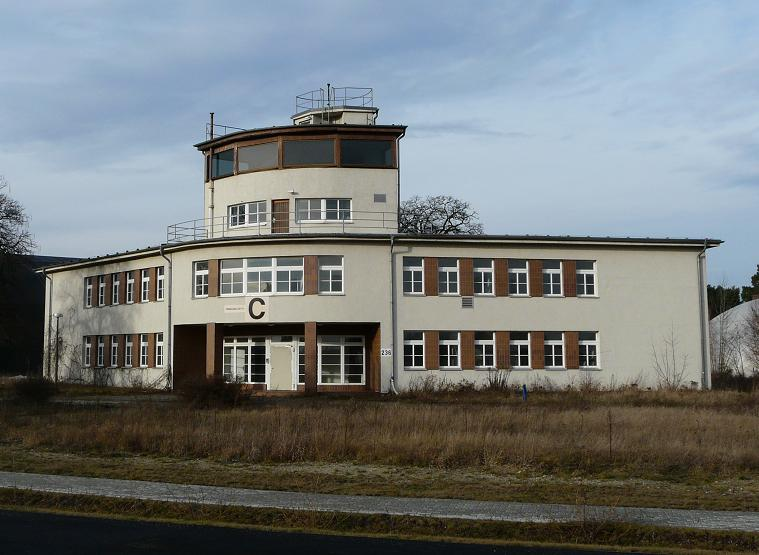
Die ehemalige, 1933/1934 als „Haus Börner“ errichtete Flugleitung (2012)

Nach der Einnahme des Flugplatzes nutzten die sowjetischen Luftstreitkräfte diesen in den letzten Kriegstagen als Einsatzflugplatz. Stationiert waren verschiedene mit Jak-3, Jak-9 und La-5 ausgerüstete Jagdfliegerregimenter. Anschließend waren bis 1949 Schlachtfliegereinheiten stationiert, die durch Bomberverbände abgelöst wurden. Diese blieben bis 1952. Das 20. Gardejagdfliegerregiment kam im gleichen Jahr nach Cottbus und übernahm die Ausbildung der ersten KVP-Angehörigen. Die letzten sowjetischen MiG-15-Jäger verlegten bis Oktober 1953 auf andere Plätze der GSBT und der Flugplatz wurde unter deutsche Verwaltung gestellt.
| Von      | Bis       | Einheit | Anmerkungen                                                                                                |
| -------- | --------- | --- | --- |
| Mai 1945 | Juni 1945 | 11. Gw IAD (11. Gardejagdfliegerdivision), bestehend aus: 5. Gw IAP (5. Gardejagdfliegerregiment), 106. GwIAP, 107. Gw IAP | Ausrüstung mit Jak-3, Jak-9 und La-5                                                                       |
| 1945     | 1946      | 300. SchAD (300. Schlachtfliegerdivision)                                                                                  | mit Stab                                                                                                   |
| 1946     | 1949      | 11. Gw SchAD (11. Gardeschlachtfliegerdivision)                                                                            | mit Stab, Bezeichnung ab 1949 200. Gw SchAD                                                                |
| 1946     | 1949      | 174. Gw SchAP (174. Gardeschlachtfliegerregiment)                                                                          | Ausrüstung mit IL-10                                                                                       |
| 1949     | 1952      | unbekanntes Frontbombenfliegerregiment                                                                                     | Ausrüstung mit Pe-2 und IL-28                                                                              |
| 1952     | 1953      | 20. Gw IAP (später 20. Gw APIB)                                                                                            | Ausrüstung mit MiG-15, Stationierung zur Ausbildung von KVP-Personal, anschließend nach Neu-Welzow verlegt |

### Nutzung durch die NVA

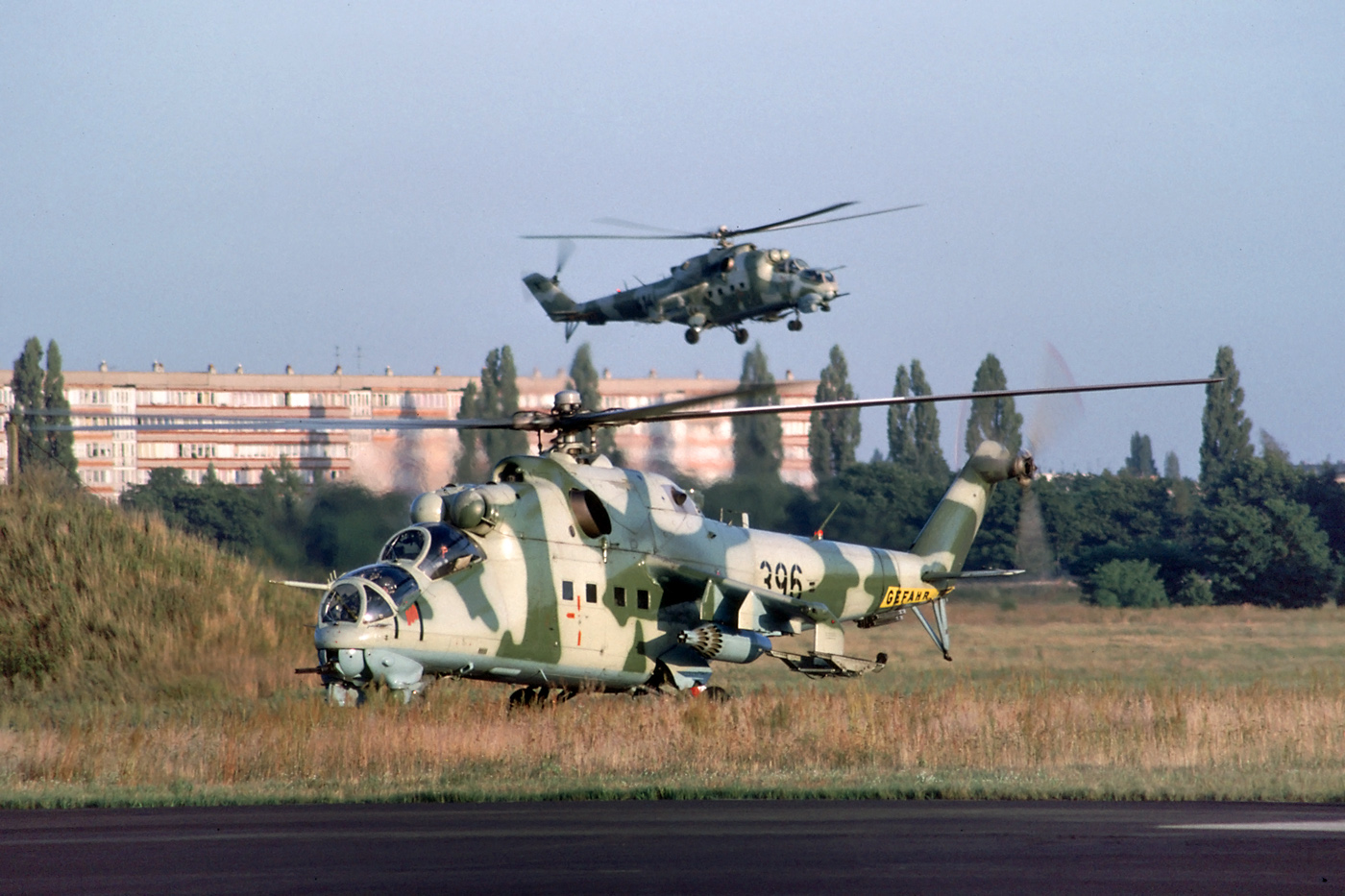
Zwei Mi-24D des KHG-3 in Cottbus

Ab 1950 waren die Kriegsschäden beseitigt und der Flugplatz durch Ankauf von Land im Westteil vergrößert worden. Die in Ost-West-Richtung verlaufende Start- und Landebahn wurde 1950/51 verlängert. Die beiden anderen wurden nicht mehr genutzt, sind aber heute noch erkennbar. Am 16. August 1952 wurden in Cottbus das 1. Jagdfliegerregiment aufgestellt und ab 1. Oktober die ersten Piloten für die KVP-Luft – anfangs noch durch sowjetische Lehrer – ausgebildet. Cottbus-Nord gilt somit als Wiege der NVA-Luftstreitkräfte. 1956 musste die Start- und Landebahn wegen des Einsatzes von Strahlflugzeugen der im selben Jahr gegründeten NVA in westlicher Richtung verlängert werden. 1970 wurde Cottbus-Nord nochmals modernisiert und ausgebaut. Von 1956 bis 1982 war das aus dem 1. Jagdfliegerregiment hervorgegangene Jagdfliegergeschwader 1 der Luftstreitkräfte der Nationalen Volksarmee in Cottbus stationiert. Auch das Jagdfliegergeschwader 2 der 1. LVD wurde 1956 in Cottbus aufgestellt, 1958 nach Rothenburg und 1961 zum Flugplatz Trollenhagen verlegt. Am 7. März 1969 flog ein Angehöriger und ehemaliger Jagdpilot des JG-1 von Cottbus aus mit einem Verbindungsflugzeug vom Typ Jak-18A entlang der deutsch-polnischen Grenze über die Ostsee und landete auf der Südspitze der dänischen Insel Bornholm. Dies war die einzige geglückte Flucht aus der DDR mit einem Luftfahrzeug der NVA.
Für Mitte der 1970er Jahre waren weitere Ausbaustufen vorgesehen, die jedoch nicht verwirklicht wurden. Der Einstellung der Baumaßnahmen vorausgegangen war ein Flugzeugabsturz am 14. Januar 1975 über dem Stadtgebiet von Cottbus, bei dem sechs Menschen ums Leben kamen (siehe unten), was schließlich zur Beendigung der Nutzung des Platzes für Flächenflugzeuge führte. Das JG-1 wurde am 23. November 1982 auf den Flugplatz Holzdorf verlegt. Stattdessen erfolgte ab dem 1. Dezember die Stationierung des neu gebildeten KHG-67 (Kampfhubschraubergeschwader, 1986 in KHG-3 umbenannt). Der Rufname des Platzes lautete „Montur“. Ende der 1980er Jahre verfügte Cottbus in beiden Anflugrichtungen über jeweils zwei ungerichtete Funkfeuer (DDR-Terminologie: Fernfunkfeuer, Nahfunkfeuer). Die Flugsicherung konnte ein Rundsichtradar und ein Präzisionsanflugradar nutzen.

### Flugzeugabsturz vom 14. Januar 1975
Am 14. Januar 1975 stürzte eine MiG-21PFM/SPS des JG-1 mit der taktischen Nummer 849 (Seriennummer 94A 5115, Indienststellung im März 1966) über Cottbus ab. Während des Landeanfluges waren nach einem routinemäßigen Werkstattflug beim Ausfahren des Fahrwerkes Schwierigkeiten aufgetreten. Während das Flugzeug anschließend über der Stadt kreiste, versuchte der Pilot Peter Makowicka das Fahrwerk auszufahren. Dies gelang ihm schließlich, dadurch wurde aber eine nicht ordnungsgemäß verschlossene Wartungsklappe zum Vorverdichter im Fahrwerksschacht abgerissen – sie war wahrscheinlich mit nur vier statt der vorgeschriebenen 36 Schrauben befestigt –, was zu einer Störung der Luftströmung zum Triebwerk hin führte und es schließlich ausfallen ließ. Peter Makowicka ignorierte die dreimalige Aufforderung des Flugleiters, sich aus der Maschine zu katapultieren und versuchte, diese vom dichtbesiedelten Cottbuser Stadtgebiet wegzusteuern, schaffte es jedoch nicht. Schließlich stürzte das Flugzeug etwa 1500 Meter vor der Landebahn im Stadtteil Altschmellwitz in ein Haus in der Schmellwitzer Straße und blieb in der Traufseite stecken. Fünf Frauen, die sich zu diesem Zeitpunkt in dem als Wohnheim des Cottbuser Textilkombinates dienenden Gebäude befanden, kamen ums Leben. Makowicka starb ebenfalls. Zudem erlag später eine weitere Bewohnerin ihren Verletzungen. Zum Flugunfall wurde lediglich eine kurze Pressemitteilung durch die amtliche Nachrichtenagentur ADN veröffentlicht, die ausschließlich in dieser Form durch regionale und DDR-weite Medien wie Rundfunk und Fernsehen sowie die Presse übernommen wurde. Die Fassade des Plattenbaus wurde binnen zweier Tage instand gesetzt. Pilot Makowicka erhielt posthum den Kampforden „Für Verdienste um Volk und Vaterland“ in Gold.
Der Absturz vom 14. Januar war bereits der zweite, der sich innerhalb kürzester Zeit in Cottbus ereignete. Zwei Monate zuvor war am 14. November 1974 die MiG-21PFM/SPS-K mit der taktischen Nummer 487 (Seriennummer 94A 7212, Indienststellung im April 1968) beim Landeanflug kurz vor der Startbahn in die Gartenlaube einer Kleingartenanlage gestürzt und hatte sich anschließend überschlagen. Der Flugzeugführer Leutnant Reichert kam ums Leben. Als Unfallursache wurde ein Bedienfehler des SPS-Landehilfssystems durch den Piloten ermittelt. Die daraus resultierende falsche Stellung der Landeklappen führte zu einem Strömungsabriss. Da weitere Abstürze aufgrund der über dem Norden der Stadt verlaufenden Einflugschneise für die Zukunft nicht auszuschließen waren, waren diese Unfälle letztendlich der Auslöser dafür, dass 1982 das Jagdgeschwader 1 aus Cottbus verlegt wurde. Stattdessen wurde das Kampfhubschraubergeschwader 3 bis zur Auflösung der NVA dort stationiert.
Ungeachtet dessen kam es am 16. März 1985 zu einem letzten Flugzeugabsturz eines Flugzeuges der NVA in Cottbus. Eine MiG-21M des JG-7 (Werknummer 515, taktische Nummer 590, im Dienst seit August 1969) stürzte nach einem Hydraulikausfall nahe dem Eingangsbereich in ein Studentenwohnheim auf dem Gelände der Hochschule für Bauwesen in der damaligen Juri-Gagarin-Straße. Der Pilot konnte sich mit dem Schleudersitz retten. Auch am Boden gab es keine Todesopfer, da der 16. März ein Sonnabend war und sich deshalb keine Personen in dem Gebäude befanden. Der Schleudersitz stürzte auf ein geparktes Auto im Stadtgebiet.

### Nachwendezeit und Wiedervereinigung

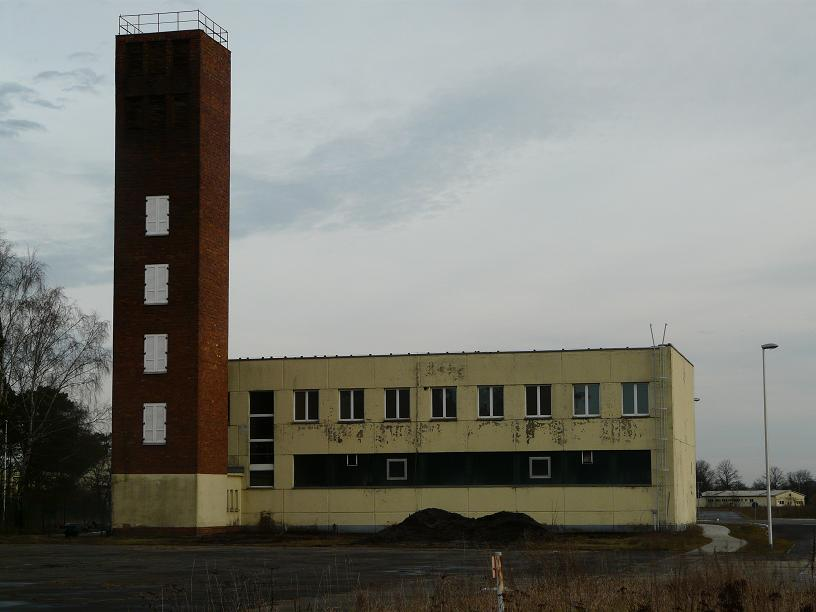
Die Flugplatz-Feuerwache mit Schlauchturm

Nach der Deutschen Wiedervereinigung wurden aus dem KHG-3 ab März 1991 die Heeresfliegerstaffeln Ost und 70 der Bundeswehr gebildet, die im Oktober 1993 die Heeresfliegerverbindungs- und Aufklärungsstaffel 400 bildeten und bis 2002 in Cottbus blieben. Besondere logistische Bedeutung erlangte der Standort während des Oderhochwassers 1997. Im April/Mai 2003 verlegte die mittlerweile in Heeresfliegerstaffel 1 umbenannte Einheit zum Fliegerhorst Holzdorf und bildete dort quasi die Grundlage für eine noch heute bestehende militärische Nutzung des Areals in Holzdorf.
In den 1990er Jahren gab es Bestrebungen, Cottbus-Nord als Verkehrslandeplatz zu etablieren und auch die Bundeswehr dachte über eine Nutzung als Wartungsplatz für die von der NVA übernommenen MiG-29-Kampfflugzeuge nach, doch scheiterten alle Pläne am Widerstand der Cottbuser Stadtverwaltung, die Cottbus-Drewitz trotz seiner ungünstigeren Lage als regionalem Zivilflugplatz den Vorzug gab. Seit dem 11. Juni 2003 ist der Flugplatz geschlossen. Im Südteil des Geländes befindet sich heute ein Luftfahrtmuseum. Die teils historischen Gebäude werden entweder von ansässigen Unternehmen genutzt oder sind, insofern sie leerstehen, dem Verfall und Vandalismus preisgegeben. Auf einem Teil des Areals wurde eine Solaranlage errichtet. Auf dem Gelände entstand ein „Technologie- und Industriepark“.
Der 1. Cottbuser Drachen- und Gleitschirmfliegerclub e. V. hat im Jahr 2015 einen Teil der Flugplatzfläche von der Stadt Cottbus erworben und damit kann auf dem eigenen Vereinsgelände mit Gleitschirmen und Drachen geflogen werden. Der Schleppbetrieb wird durch eine Motorwinde auf einer 1100 m langen Schleppstrecke realisiert.

## Gebäude- und Anlagenbestand

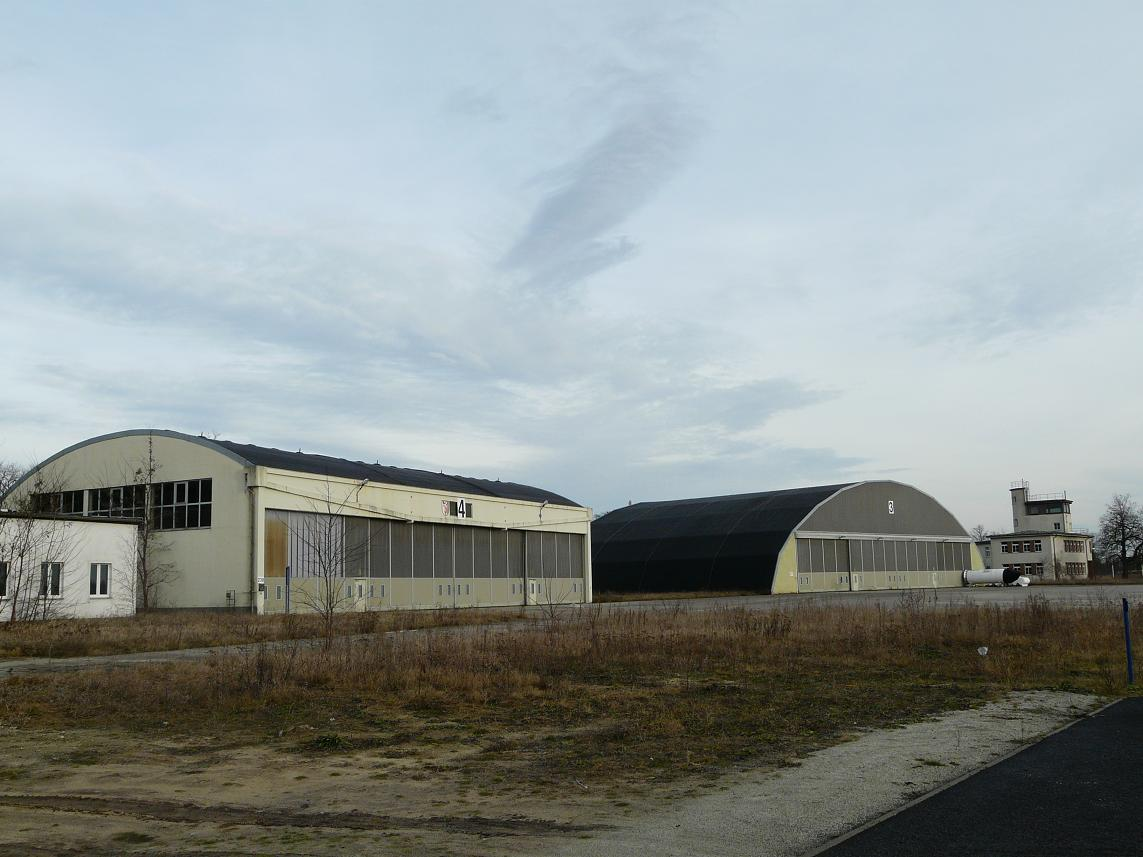
Flugplatz Cottbus-Nord. Ganz rechts die Flugleitung, daneben Halle 3 und schließlich die 1933 errichtete Halle 4, in der während des Krieges Fw 200 gebaut wurden.

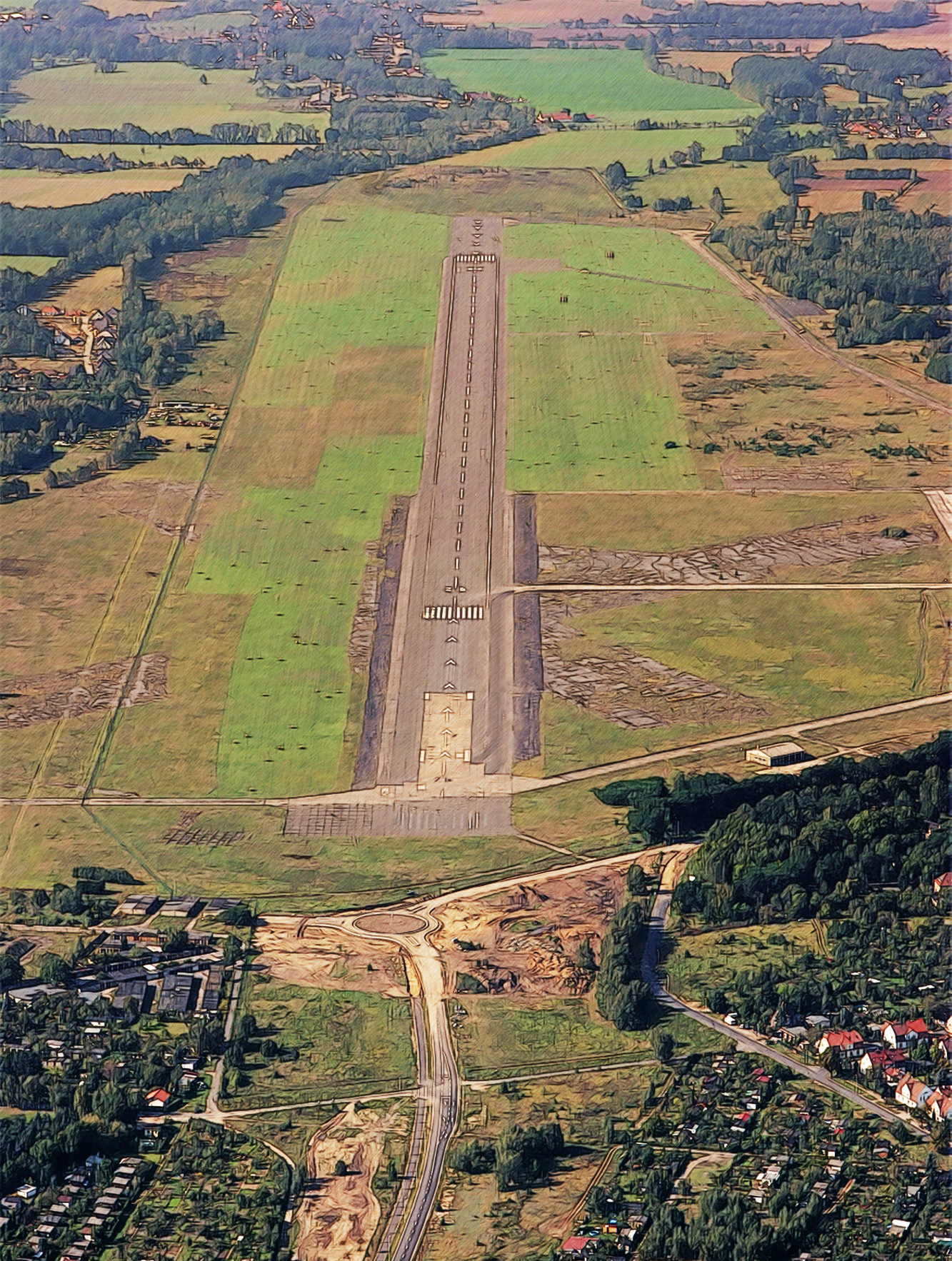
Gelände von Ost nach West am 24. September 2009. Gut zu erkennen die zwei ehemaligen, sternförmig angelegten Start- und Landebahnen.

Der Gebäude- und Anlagenbestand des Flugplatzes kann in drei Bereiche unterteilt werden.
Der erste Bereich besteht aus den Flugbetriebsflächen mit der im südlichen Teil des Flugplatzgeländes gelegten betonierten Start- und Landebahn, der einstigen Vorstartlinie und des ehemaligen Hubschrauberlandeplatzes sowie den erforderlichen Freiflächen.
Der benachbarte zweite Bereich ist durch die technischen Anlagen und Gebäude für den Flugbetrieb gekennzeichnet, insbesondere durch die Flugzeughallen, den Tower, Kfz-Garagen und anderen technischen, für den Flugbetrieb notwendige Funktionsbauten. Dieser Bereich erstreckt sich am Flugfeld entlang bis zur Burger Chaussee.
Im dritten Bereich, der sich dem technischen Bereich anschließt, befinden sich Betriebsgebäude, Wirtschaftsgebäude, die Stabs- und Unterkunftsgebäude, sowie die Flugplatzhaupteinfahrt mit der Wache. Überdies sind hier eine Turnhalle und ein Sportplatz vorhanden. Dieser Bereich ist durch eine ungeordnete, aufgelockerte Bauweise gekennzeichnet.

## Denkmalwert des Flugplatzes
Auf der Basis des Gutachtens des Brandenburgischen Landesamts für Denkmalschutz vom 13. November 2000 zum Denkmalwert des Flugplatzes Cottbus-Nord, insbesondere den Bestandteilen der ehemaligen „Flugzeugführerschule Cottbus“, erfolgte die Denkmaleintragung in die Denkmalschutzliste des Landes Brandenburg.
Die Gesamtanlage besteht aus den erhaltenen Gebäuden der ehemaligen Fliegerstation von 1914/16, der ehemaligen Flugzeugführerschule Cottbus von 1933/35 und den Erweiterungsbauten von 1938/40.
Die Vollständigkeit des erhaltenen Militärkomplexes aus den Jahren 1933/35 und 1938/40 mit seiner nationalsozialistischen Kasernenarchitektur dokumentiert ausdrucksvoll die Entfaltung des Kasernenbaues in den 1930er Jahren. Zugleich zeigen diese Bauten die traditionsreiche Vergangenheit der Garnisonstadt Cottbus. Dadurch ist der Flugplatz Cottbus-Nord von wissenschaftlicher Bedeutung bei der Erforschung der Militärgeschichte des Landes Brandenburg und der Stadt Cottbus.
Die Gesamtanlage in ihrer Struktur, in Wohn- und Verwaltungsbauten einerseits sowie technischen Zweckbauten anderseits, das Flugfeld und die Gestaltung und Gliederung von Freiflächen besitzen raumbildende Wirkung. Dadurch kommt dem Gesamtkomplex der gewachsenen Anlage mit der Stellung der einzelnen Baukörper zueinander und der unterschiedlich strukturierten Bauten städtebaulicher und baugeschichtlicher Wert zu.
Die Bauart des Nationalsozialismus hatte kein geschlossenes Architekturprogramm. In den Bauten der Flugzeugführerschule Cottbus spiegeln sich die „Modernen Bauformen“ der 1920er Jahre wider. Diese Bauformen sind durch einfache Grundrisse und Proportionen, eine schlichte Gestaltung mit Flachdächern und Fensterreihungen gekennzeichnet. Es wurde Wert auf eine repräsentative Wirkung gelegt, die der Nutzung entspricht. Zugleich bewirkt die Verwendung von sich wiederholenden Gestaltungsdetails wie Verklinkerungselementen die Einheit des Gebäudekomplexes.
Ein bestimmtes „Elite- und Standesdenken“ sollten die Kasernenbauten der Fliegerhorste hervorrufen. Diese Repräsentationsabsicht wird in der Gestaltung der Eingangsbereiche der Unterkunftsbauten recht eindeutig, indem die Architekturströmung des „Monumentalklassizismus“ realisiert wurde.
In den Gebäuden wird in der vorhandenen Originalität die Einflussnahme des „Neuen Bauens“ in der Militärarchitektur der 1930er Jahre dokumentiert. Dadurch kommt diesen Bauten eine architekturgeschichtliche und baukünstlerische Bedeutung zu.
Die technischen Zweckbauten wie die Flugzeughallen, der Tower und der Motorenprüfstand mit ihrer erhaltenen großen Originalität sind einzigartig im Land Brandenburg. Folglich kommt diesen Bauten militär-, verkehrs- und bauhistorischer Wert zu.
Die Bauten nach 1938 werden als Massenarchitektur typisiert und funktional sowie preisgünstig betrachtet. Sie sind ein Bestandteil der Gesamtanlage, demnach sind sie von architektur- und militärgeschichtlichem Interesse.